# Сборная Маврикия по футболу
Сборная Маврикия по футболу представляет Маврикий на международных футбольных турнирах и в товарищеских матчах. Управляющая организация — Ассоциация Футбола Маврикия.

## История
Футбольная Ассоциация Маврикия была основана в 1952 году. Член ФИФА с 1962 года. Член КАФ с 1963 года.
Сборная Маврикия относится к числу лидеров в регионе африканской части Индийского океана (наряду с Реюньоном и Мадагаскаром). Однако на уровне всего африканского континента результаты сборной довольно скромны. Маврикий лишь однажды участвовал в финальной стадии Кубка африканских наций — в 1974 году, но не прошёл дальше первого раунда. Маврикий никогда не проходил в финальные стадии чемпионатов мира. Периодически удаются локальные успехи — в 2004 году маврикийцы обыграли сборную Южной Африки в Кубке КОСАФА и вышли в 1/4 финала турнира.
В январе 2019 года команда Маврикия провела товарищеский матч против инструкторов по сёрфингу, в команде инструкторов играл Дмитрий Сычёв.

### Достижения
- Чемпион Игр Индийского океана (2): 1985, 2003
- Вице - чемпион Игр Индийского океана (2): 1990, 2007

### Чемпионат мира
- 1930 — 1970 — не принимала участия
- 1974 — не прошла квалификацию
- 1978 — 1982 — не принимала участия
- 1986 — не прошла квалификацию
- 1990 — дисквалифицирована ФИФА
- 1994 — 2010 — не прошла квалификацию
- 2014 — отозвала заявку
- 2018 — не прошла квалификацию
- 2022 — не прошла квалификацию

### Кубок Африканских Наций
- 1957 — 1965 — не принимала участия
- 1968 — не прошла квалификацию
- 1970 — не прошла квалификацию
- 1972 — не прошла квалификацию
- 1974 — групповой этап
- 1976 — 1986 — не прошла квалификацию
- 1988 — снялась с соревнований
- 1990 — не прошла квалификацию
- 1992 — снялась с соревнований
- 1994 — 2012 — не прошла квалификацию
- 2013 — не подавала заявку
- 2015 — 2025 — не прошла квалификацию

### Турнир островов Индийского океана
- 1979 — 3/4 место
- 1985 — победитель
- 1990 — 2 место
- 1993 — 3 место
- 1998 — 4 место
- 2003 — победитель
- 2007 - 4 место
- 2011 - 2 место
- 2015 - 3 место
- 2019 - предстоит